# Plesioneuron angiense
Plesioneuron angiense är en kärrbräkenväxtart som beskrevs av Holtt. Plesioneuron angiense ingår i släktet Plesioneuron och familjen Thelypteridaceae. Inga underarter finns listade.